# バスケットボール女子リトアニア代表
バスケットボール女子リトアニア代表（リトアニア語: Lietuvos moterų krepšinio rinktinė）は、リトアニア・バスケットボール連盟により国際大会に派遣される女子バスケットボールのナショナルチームである。

## 歴史
バスケットボールの伝統国として知られるリトアニアであり、女子も1938年には欧州選手権で準優勝を果たす。
1940年以降のソ連代表でもリトアニアの選手が金メダルなどのタイトルに貢献する。
1997年には欧州選手権初優勝を決める。
しかし、ソ連から独立後の単独チームとして世界選手権（現ワールドカップ）3度出場あるものの、まだ五輪出場はない。

## 主な国際大会成績
- 夏季オリンピック
  - 出場なし
- ワールドカップ
  - 1998年 － 6位
  - 2002年 － 11位
  - 2006年 － 7位
- ユーロバスケット
  - 優勝：1回（1997年）
  - 準優勝：1回（1938年）

## 主な代表選手
- ユルギタ・シュトレイミキーテ (Jurgita Štreimikytė)